# La Celle-en-Morvan
La Celle-en-Morvan – miejscowość i gmina we Francji, w regionie Burgundia-Franche-Comté, w departamencie Saona i Loara.
Według danych na rok 1990 gminę zamieszkiwało 517 osób, a gęstość zaludnienia wynosiła 26 osób/km² (wśród 2044 gmin Burgundii La Celle-en-Morvan plasuje się na 445. miejscu pod względem liczby ludności, natomiast pod względem powierzchni na miejscu 445.).